# Océane Sercien-Ugolin
Océane Sercien-Ugolin (født 15. december 1997 i Cherbourg-Octeville, Frankrig) er en kvindelig fransk håndboldspiller som spiller for RK Krim og Frankrigs kvindehåndboldlandshold.
Hun var med til at vinde OL-guld for Frankrig, ved Sommer-OL 2020 i Tokyo, efter finalesejr over Rusland, med cifrene 30-25.